# Karl Carstens
Karl Carstens (Bremen, 14 de diciembre de 1914 - Meckenheim, Renania del Norte-Westfalia, 30 de mayo de 1992) fue un político alemán. Fue el quinto presidente de la República Federal de Alemania entre el 1 de julio de 1979 y el 30 de junio de 1984.
De 1933 a 1935 Carstens fue miembro de las SA, organización paramilitar nazi, y se unió al Partido Nacionalsocialista Obrero Alemán en 1940, después de haber solicitado intencionalmente demasiado tarde el ingreso al partido en 1937, por lo cual inicialmente fue rechazada su solicitud, como dijo Carstens. Fue miembro del Partido Nacionalsocialista Obrero Alemán hasta 1945.
Carstens estudió Derecho y Ciencias Políticas en las universidades de Fráncfort del Meno, Dijon, Múnich, Königsberg y Hamburgo. En 1936 y 1939 aprobó los dos exámenes del Estado necesarios para trabajar como abogado en Alemania, en 1938 se doctoró y en 1949 finalizó un máster de Derecho en la Escuela de Leyes de la Universidad de Yale.
Entre 1940 y 1945 fue soldado. De 1945 a 1949 trabajó como abogado en Bremen. De 1949 a 1954 fue apoderado de Bremen ante la Federación (el Gobierno federal de Alemania).
De 1950 a 1973 fue profesor en la Universidad de Colonia. En 1952 se capacitó para acceder a la cátedra de Derecho Político y Derecho Internacional. En 1954 y 1955 fue representante de Alemania ante el Consejo de Europa.
En 1955 se afilió a la Unión Demócrata Cristiana (CDU).
De 1955 a 1966 trabajó para el Ministerio de Asuntos Exteriores de Alemania. Allí abogó por la pertenencia a la OTAN y por el rearme de Alemania del Oeste. Tomó parte en las negociaciones para la creación de la Comunidad Económica Europea (CEE). En 1960 se convirtió en secretario de Estado en el Ministerio de Asuntos Exteriores, cargo que tuvo hasta 1966. En 1967 o 1966 se convirtió en secretario de Estado en el Ministerio de Defensa, puesto que tenía hasta 1968, año en el cual obtuvo el puesto de director de la Cancillería (hasta 1969).
Fue miembro del Bundestag para la Unión Demócrata Cristiana de Alemania (CDU) desde 1972 hasta 1979. Desde 1973 hasta 1976 fue presidente del grupo parlamentario de la coalición CDU/CSU. En este período se mostró muy crítico con lo que denominó «tendencias excesivamente izquierdistas existentes en la sociedad alemana», extendiendo sus críticas al Gobierno del Partido Socialdemócrata de Alemania (SPD) al que consideraba «excesivamente débil frente a los grupos de extrema izquierda» y acusó al escritor Heinrich Böll de prestar apoyo a la banda Baader-Meinhof.
En 1976, tras las elecciones que convirtieron a las CDU/CSU en los partidos más votados, Carstens fue elegido presidente del Bundestag, cargo que tuvo hasta 1979.
El 23 de mayo de 1979 Carstens fue elegido quinto presidente de la República Federal de Alemania. Tomó posesión de su cargo el 1 de julio de 1979 y lo ocupó hasta el 30 de junio de 1984.
El 17 de diciembre de 1982, el canciller Helmut Kohl se sometió a una moción de confianza que sabía perdida con el objetivo de convocar nuevas elecciones y obtener una mayoría más amplia. Esta actuación, muy criticada, fue respaldada por el presidente Carstens al no poner ningún obstáculo al decreto de disolución del Bundestag y a la convocatoria de nuevas elecciones.
Decidió no presentarse a un segundo mandato y abandonó la presidencia federal el 30 de junio de 1984.
Le sucedió Richard von Weizsäcker.